# Historia Gabonu
Historia Gabonu – Pierwsze odkryte ślady ludzkiej obecności na tym terenie pochodzą z przełomu paleolitu i neolitu. W pierwszym tysiącleciu przed naszą erą zasiedlone przez ludy z grupy Bantu. W XVIII wieku na terenie Gabonu zaczęli osiedlać się Francuzi, którzy w 1839 roku założyli w części dzisiejszego państwa swoją kolonię. W 1849 powstało Libreville, osada uwolnionych niewolników, obecnie stolica. Kraj niepodległość uzyskał 17 sierpnia 1960.

## Czasy najdawniejsze
Pierwsze odkryte ślady ludzkiej obecności na tym terenie pochodzą z przełomu paleolitu i neolitu. W późniejszym czasie ziemie te zostały zasiedlone przez liczne plemiona z grupy Bantu. W średniowieczu część kraju znajdowała się pod zwierzchnictwem Kongo. Pierwszymi Europejczykami, którzy dotarli do Gabonu byli w 1471 handlujący niewolnikami Portugalczycy. Portugalczycy założyli w tym czasie stałe kolonie na leżących naprzeciw wybrzeża współczesnego Gabonu wyspach zasiedlając je afrykańskimi niewolnikami.
W XVIII wieku na terenie Gabonu zaczęli osiedlać się Francuzi, którzy w 1839 roku założyli w części dzisiejszego państwa swoją kolonię. W 1849 powstało Libreville, osada uwolnionych niewolników, obecnie stolica. Do 1890, w wyniku wypraw Pierre'a de Brazzy opanowali cały kraj. W 1889 Gabon został włączony do Konga Francuskiego, a w 1910 stał się częścią do Francuskiej Afryki Równikowej. W 1946 otrzymał status francuskiego terytorium zamorskiego, a w 1958 roku na podstawie referendum stał się republiką posiadającą ograniczoną autonomię przewidzianą dla krajów Wspólnoty Francuskiej.

## Niepodległy Gabon

### Początek niepodległości i prezydentura Leona M'Ba

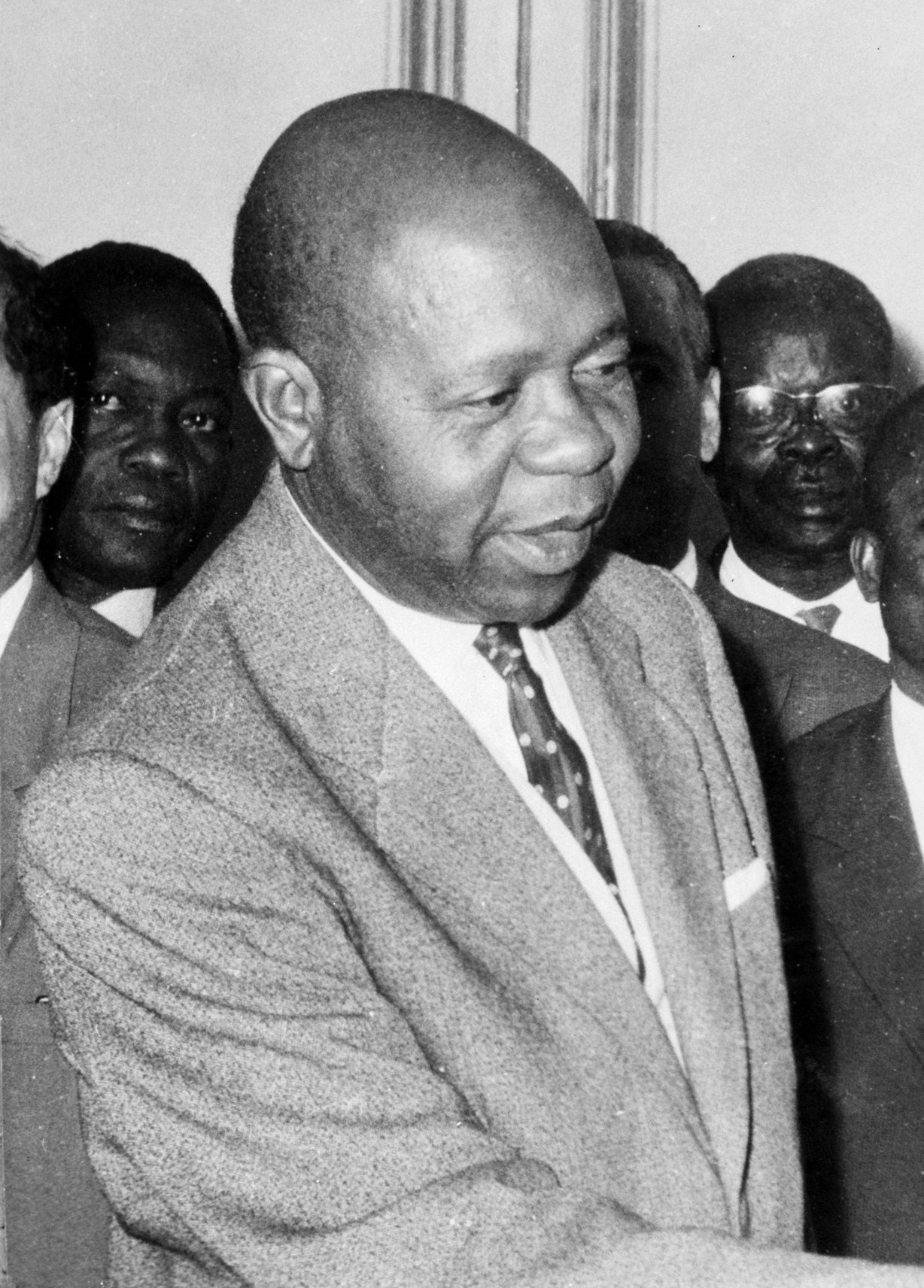
Leon M'Ba w 1964

W latach 60. Gabon brał udział w tworzeniu grupy państw Brazzaville. Od momentu uzyskania niepodległości istniały dwie partie: konserwatywny BDG, rządzony przez Leona M'Ba, i centrolewicowy UDSG (Union Démocratique et Sociale Gabonaise), na czele którego stanął Jean-Hilaire Aubame. BDG uzyskało poparcie od trzech z czterech niezależnych ustawodawczych zastępców i M'Ba został zaprzysiężony premierem. Wkrótce potem było wnioskowane, że Gabon miał niewystarczającą liczbę osób dla systemu dwupartyjnego, dwóch przywódców partii zgodziło się co do jednej listy kandydatów. W lutym 1961 roku odbyły się wybory, utrzymane pod nowym systemem prezydenckim, w których Léon M'ba został prezydentem, a Aubame ministrem spraw zagranicznych. Koalicja centrolewicy i centroprawicy istniała do lutego 1963 roku, gdy większe BDG zmusiło członków UDSG do wybrania między przyłączeniem do swojej partii albo rezygnacji. Ministrowie UDSG ustąpili, a Léon M'ba rozpisał wybory na luty 1964 rok oraz również zmniejszył liczbę miejsc Zgromadzenia Narodowego (z 67 do 47). UDSG nie zebrał listy kandydatów zdolnych spełniać wymagania z wyborczych dekretów. Gdy BDG miało wygrać wybory na skutek eliminacji opozycji, gabońskie wojsko obaliło prezydenta M'Ba w bezkrwawym zamachu stanu 18 lutego 1964 roku. Utworzony przez armię Komitet Rewolucyjny nowym prezydentem mianował Jean-Hilaire’a Aubame’a. Rebelia została stłumiona przez francuskie wojska powietrznodesantowe, które pokonały zamachowców i przywróciły władzę prezydenta M’by. Wybory odbywały się w kwietniu z wieloma opozycyjnymi kandydatami. Kandydaci BDG odnieśli zwycięstwo wyborcze, otrzymując 31 miejsc, a opozycja 16. W marcu 1967 roku, Léon M'ba był wybrany na prezydenta, a Omar Bongo (wtedy Albert Bongo) na wiceprezydenta. M'Ba zmarł tego samego roku a Bongo został prezydentem.

### Prezydentura Bongo seniora

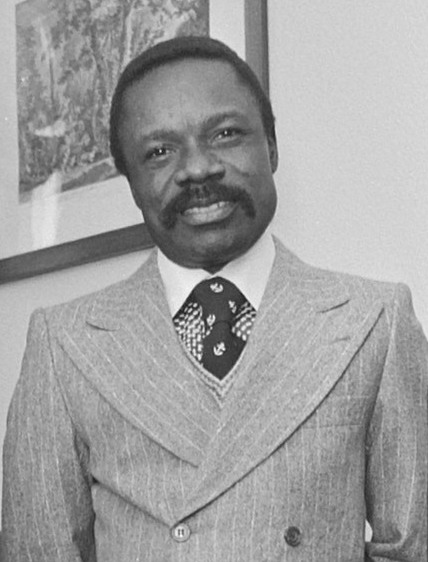
Omar Bongo w 1973

Bongo swoją prezydenturę rozpoczął od stosunkowo liberalnych i prodemokratycznych działań, nowy prezydent wypuścił z więzień przeciwników politycznych zmarłego M’by i pozwolił im powrócić na stanowiska w administracji lub do życia prywatnego. Ten model rządów zakończył się w marcu 1968 roku gdy w Gabonie utworzono system jednopartyjny. Prezydent Bongo utworzył konserwatywną Gabońską Partię Demokratyczną powstałą w wyniku przekształcenia Gabońskiego Bloku Demokratycznego. Wprowadzenie rządów jednopartyjnych zapewniło prezydentowi i klasie rządzącej środki do utrwalania swojej władzy bez konieczności dbania o potrzeby obywateli. Jakikolwiek bunt mógł zostać stłumiony, gdyż francuskie wojska w ramach umowy o współpracy obronnej, zapewniały spokój wewnątrz kraju. W 1969 Bongo rozpoczął ograniczanie wolności związków zawodowych. Do 1973 wszystkie związki zostały zmuszone do przyłączenia się do jednej federacji kontrolowanej przez rząd. Krytyka wyrażona przez studentów i profesorów, a dotycząca niedemokratycznej formy rządów i powszechnej korupcji, w 1972 doprowadziła do masowych aresztowań wśród antyrządowej opozycji. Oprócz funkcji prezydenta, Bongo pełnił również inne funkcje rządowe. W latach 1967–1975 był premierem Gabonu, a także ministrem obrony (1967–1981), ministrem informacji (1967–1981), ministrem planowania (1967–1977) oraz ministrem spraw wewnętrznych (1967–1970). W wyborach prezydenckich w 1973 był jedynym kandydatem na to stanowisko, zdobywając 99,56% głosów poparcia. Stosunki z Francją, dawnym mocarstwem kolonialnym, stały się najważniejszą osią polityki zagranicznej Gabonu. Gabon stanowił jeden z najważniejszych filarów tzw. Françafrique, systemu relacji i wspólnych interesów Francji z jej dawnymi koloniami w Afryce. Rządzący reżim prowadził z Francją szeroką wymianą handlową, udzielił koncesji francuskim firmom wydobywającym ropę naftową a z uwagi na własne bezpieczeństwo pozwolił wojskom francuskim na stacjonowanie w kraju. Relacje francusko-gabońskie były w okresie rządów Bongo często określane mianem neokolonialnych. Jednym z państw, z którym Gabon utrzymywał napięte stosunki była Gwinea Równikowa. Osią sporu była przynależność terytorialna wyspy Mbagne. Oba państwa rościły do niej pretensje, gdyż leżała w rejonie obfitującym w zasoby gazu ziemnego i ropy naftowej. W 1970 prezydent Bongo wysłał wojsko w celu okupacji wyspy. W 1972 państwa zobowiązały się rozwiązać spór polubownie. Porozumienia jednak nie wypracowano.
Pierwsze ruchy opozycyjne wobec władzy Bongo zaczęły powstawać pod koniec lat 70., kiedy pojawiające się trudności ekonomiczne stawały się coraz bardziej dotkliwe dla mieszkańców. Pierwszą zorganizowaną, lecz nielegalną, partią opozycyjną był Ruch Odbudowy Narodowej. Jako umiarkowanie ugrupowanie opozycyjne zorganizował demonstrację studentów i pracowników naukowych na Uniwersytecie Omara Bongo w Libreville w grudniu 1981, w wyniku którego uczelnia została tymczasowo zamknięta. Opozycja oskarżała prezydenta o korupcję i faworyzowanie własnego plemienia Bateke. Do następnej fali aresztowań doszło w lutym 1982, kiedy opozycja rozprowadziła ulotki krytykujące reżim Bongo w czasie pielgrzymki papieża Jana Pawła II. W drugiej połowie lat 80. XX w. Gabon dotknęło długotrwałe załamanie gospodarcze. O połowę zmniejszyły się wpływy do budżetu, rząd zamroził płace, wzrosło bezrobocie i niezadowolenie społeczne. W 1985 w Gabonie się wybory parlamentarne. Wszystkie mandaty zdobyli kandydaci monopartii. W wyborach prezydenckich w listopadzie 1986 Bongo jako jedyny kandydat zdobył 99,97% głosów poparcia. Pod koniec dziesięciolecia sytuacja gospodarcza uległa dalszemu pogorszeniu a w kraju wybuchły strajki, rząd pomimo oporów społeczeństwa zmuszony był do polityki oszczędności. We wrześniu 1989 władze poinformowały o odkryciu spisku przeciw prezydentowi. W spisek mieli być zaangażowani członkowie służb bezpieczeństwa oraz prominentni funkcjonariusze publiczni. Mieli działać w porozumieniu z Pierre’em Mamboundou, liderem szerzej nieznanej grupy opozycyjnej z siedzibą w Paryżu. Dwie osoby oskarżone w kraju o udział w zamachu, zmarły w niewyjaśnionych okolicznościach, a Mamboundou został wydalony z Francji. W styczniu 1990 w stolicy na nowo wybuchły strajki. Prezydent winą za falę strajków obarczył Międzynarodowy Fundusz Walutowy i jego obostrzenia narzucone na Gabon. Ogłosił podjęcie natychmiastowych reform i zwołanie w tym celu narodowej konferencji. Nie uspokoiło to nastrojów, a w kraju doszło do rozbojów i kolejnych strajków. 27 marca prezydent otworzył posiedzenie konferencji narodowej. Władze wprowadziły godzinę policyjną i zakazały prowadzenia strajków. W konferencji wzięło udział 2 tysiące delegatów. Uczestnicy opowiedzieli się za wprowadzeniem systemu wielopartyjnego. Bongo zaakceptował postulaty i 3 maja nowym szefem rządu mianował bankowca Casimira Oyé-Mbę. Prezydent zagwarantował status prawny wszystkim grupom opozycyjnym uczestniczącym w konferencji a 13 z nich utworzyło Zjednoczony Front Opozycyjny. Demokratyzacja okazała się pozorna a już 23 maja 1990 zamordowany został głośny krytyk prezydenta, Joseph Rendjambe. Jego śmierć doprowadziła do największych zamieszek w historii kraju. Opozycja oskarżyła prezydenta o śmierć Rendjambe. Jej zwolennicy podpalili kancelarię prezydenta i wzięli za zakładników francuskiego konsula generalnego i pracowników kompanii naftowej. Kryzys uspokoiła interwencja zbrojna Francji która uratowała istnienie reżimu. We wrześniu 1990 odbyły się pierwsze wielopartyjne wybory parlamentarne. Do udziału w nich mogło przystąpić tylko 13 partii uczestniczących w konferencji narodowej. Pierwsza tura głosowania 16 września przebiegła w atmosferze przemocy. Największy punkt wyborczy w stolicy musiał zostać zamknięty po tym, jak wyborcy odkryli w nim urny wyborcze wypełnione kartami do głosowania, dopiero co po rozpoczęciu głosowania. Pod naciskiem opozycji, rząd zmuszony do unieważnienia sfałszowanych wyborów. Nowe wybory parlamentarne odbyły się w październiku i listopadzie 1990. Prezydent ogłosił skład rządu jedności narodowej, w którym znaleźli się przedstawiciele opozycji. Szefem gabinetu pozostał Oyé-Mba. 5 grudnia 1993 prezydent wziął udział w wyborach, w których po raz pierwszy kandydatem nie był on sam jeden. Zdobył w nich 51,2% głosów. Kandydat opozycyjnej partii Zgromadzenie Narodowe Drwali, katolicki ksiądz Paul M'ba-Abessole uzyskał 26,5% głosów poparcia. Opozycja zarzuciła prezydentowi sfałszowanie wyników głosowania, kupowanie głosów wyborców i ogłosiła zwycięstwo. Zagroziła również stworzeniem własnego rządu. Obserwatorzy stwierdzili, że wybory były chaotyczne i łatwe do sfałszowania. W 1994 z powodu fałszerstw wybuchły zamieszki i demonstracje, które sparaliżowały kraj i doprowadziły na krawędź wojny domowej. Bongo zgodził się wziąć udział w specjalnie zwołanej konferencji z przedstawicielami opozycji. We wrześniu 1994 zawarto kompromis, tzw. Porozumienie Paryskie, na mocy którego w Gabonie powstał rząd koalicyjny, działający do wyborów parlamentarnych w 1996.
Wybory parlamentarne w 1996 wygrała Gabońska Partia Demokratyczna, jednak rok później opozycja uzyskała zwycięstwo w kilku dużych miastach (w tym w Libreville) w czasie wyborów lokalnych. W drugiej połowie lat 90. Bongo uważany był już za jednego z najbogatszych ludzi na świecie. W 1997 jego majątek znalazł się w centrum zainteresowania opinii społecznej po tym, jak według raportu Senatu Stanów Zjednoczonych jego wydatki miały wynosić 55 mln funtów rocznie, dwa lata później wyliczono, że Bongo posiadał 130 mln USD na prywatnym koncie bankowym. Pieniądze te mogły pochodzić z funduszy państwowych. W 1998 Bongo ogłosił swój udział w kolejnych wyborach prezydenckich. Podziały na opozycji ułatwiły mu zwycięstwo i zdobycie prawie 67% głosów. Opozycja oskarżyła prezydenta o fałszerstwa wyborcze. W grudniu 2001 Gabońska Partia Demokratyczna ponownie wygrała wybory parlamentarne po tym, jak główna partia opozycyjna, z obawy przed oszustwami, zbojkotowała głosowanie. Zagraniczni obserwatorzy skrytykowali sposób przeprowadzenia wyborów. Zaznaczyli, że pojawiły się problemy z organizacją głosowania. Po wyborach prezydent zaprosił największą partię opozycyjną księdza Paula M’by Abessole’a do koalicji rządowej. W marcu 2003 odżył na nowo konflikt z Gwineą Równikową po tym, jak rząd wysłał na wyspę gabońskie oddziały paramilitarne.
W październiku 2005 Bongo zdecydował się na start w kolejnych wyborach. Taktyka wyborcza prezydenta polegała na szerokim rozdawnictwie pieniędzy i obietnicach socjalnych. Zjawisko to, nazwane „frankiem wyborczym” polegało na przekazywaniu środków finansowych partiom, grupom społecznym i pojedynczym osobom, które wspierały lub zobowiązywały się wspierać urzędującego prezydenta. Przed samym głosowaniem Bongo ogłosił zwolnienie wszystkich obywateli z opłaty rachunków za wodę i elektryczność za miesiąc listopad. Rząd z obawy przed zamieszkami zamknął uniwersytet i wprowadził całkowity zakaz manifestacji. Według oficjalnych wyników zdobył 79,2% głosów. Po wyborach doszło do kolejnych w historii kraju starć służb bezpieczeństwa i opozycjonistów. W listopadzie 2007 prezydent Bongo świętował 40-lecie rządów. Był w tamtym czasie szefem państwa najdłużej pełniącym urząd w Afryce. W marcu 2008 między Francją a Gabonem doszło do pierwszych w historii istnienia reżimu napięć. Bongo zmarł z przyczyn naturalnych w 2009 roku.

### Transfer władzy i prezydentura Alego Bongo

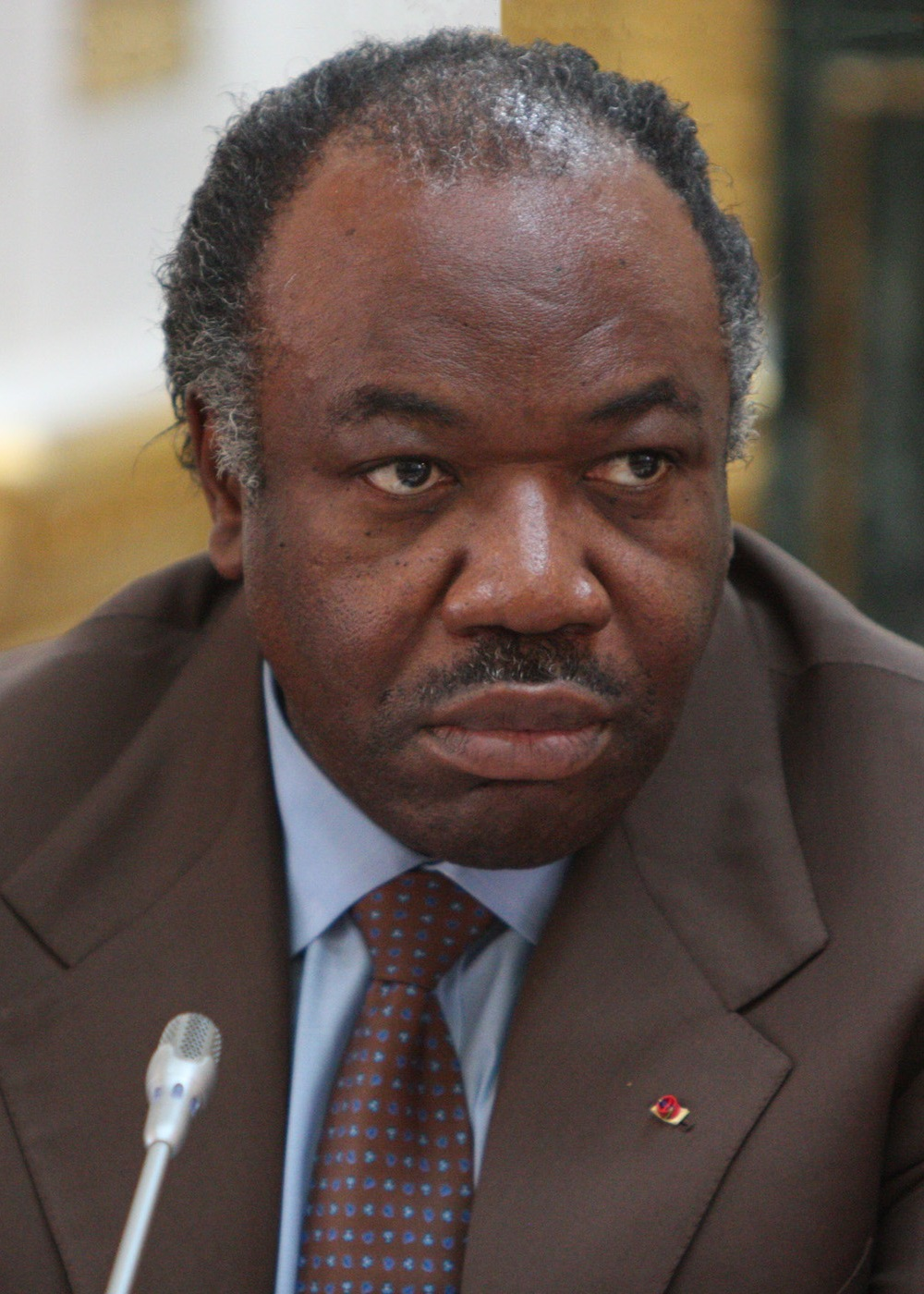

W dzień po śmierci ojca Ali Bongo zaapelował do rodaków o zachowanie spokoju i poinformował o rozlokowaniu sił bezpieczeństwa w miejscach na terenie całego kraju. W kraju zamknięto wszystkie granice zewnętrzne: lądowe, morskie oraz powietrzne. Odcięty został dostęp do internetu, a państwowa telewizja rozpoczęła emisję nabożeństw religijnych. Tymczasowym szefem państwa została przewodnicząca Senatu Rose Francine Rogombé, która zarządziła przeprowadzenie wyborów prezydenckich w dniu 30 sierpnia 2009. 16 lipca 2009 Gabońska Partia Demokratyczna ogłosiła Alego Bongo swoim kandydatem w wyborach prezydenckich. 19 lipca, na nadzwyczajnym kongresie partii, otrzymał on oficjalną nominację PDG. Przy tej okazji podziękował delegatom za wybór oraz zobowiązał się do walki z korupcją i „redystrybucji dochodów z wzrostu gospodarczego” po wyborze na urząd prezydenta.
Po rezygnacji z funkcji premiera przez Jeana Eyeghe Ndonga, Ali Bongo zachował stanowisko ministra obrony w nowym gabinecie Paula Biyoghé Mby, zatwierdzonym 22 lipca 2009. Wywołało to protesty opozycji, która argumentowała, że jako kandydat w wyborach, Bongo powinien zrezygnować ze stanowiska w rządzie. 14 sierpnia 2009, w przededniu rozpoczęcia kampanii wyborczej, p.o. prezydenta Rose Francine Rogombé ogłosiła dymisję Alego Bongo z funkcji ministra obrony w celu „zapewnienia wszystkim kandydatom równych szans” w wyścigu wyborczym. 15 sierpnia 2009 obowiązki ministra obrony przejął od Bongo minister spraw wewnętrznych Jean-François Ndongou.
W czasie kampanii wyborczej Bongo podkreślał znaczenie zachowania pokoju w kraju, a także zapewnienia rozwoju i równości wszystkich obywateli. Zobowiązał się, że „będzie zazdrośnie strzegł pokoju, który pozostawił po sobie prezydent Omar Bongo” oraz działał na rzecz „trwałego rozwoju i równej dystrybucji dochodów pośród wszystkich obywateli”. Ogłosił również zreformowanie systemu edukacji oraz podniesienie poziomu kształcenia zawodowego. Dodał, że jego obowiązkiem będzie tworzenie miejsc pracy. Zadeklarował, że jeśli zostanie wybrany, nie będzie dążył do zachowania władzy na zawsze. Powiedział, że „jeśli obywatele Gabonu mu zaufają i wybiorą szefem państwa, z pewnością nie pozostanie nim przez 40 lat”.
30 sierpnia 2009, tuż po zakończeniu głosowania i jeszcze przed ogłoszeniem wyników wyborów, podobnie jak dwaj pozostali kandydaci opozycji, ogłosili swoje zwycięstwo w wyborach. Stwierdził, że „osiągnął bardzo dobry wynik”, a sekretarz generalny PDG ogłosił, że „wyniki dają Bongo zwycięstwo”. 3 września 2009 komisja wyborcza oficjalnie ogłosiła Alego Bongo zwycięzcą wyborów prezydenckich. Według oficjalnych wyników zdobył 41,73% głosów poparcia. Bongo, w wygłoszonym z tej okazji oświadczeniu, zobowiązał się do zjednoczenia narodu. Powiedział, że „jest i zawsze będzie prezydentem całego narodu gabońskiego” oraz „służy i będzie zawsze służył wszystkim bez wyjątku”. Obserwatorzy z Unii Afrykańskiej stwierdzili, że choć wybory spełniły wymagania prawne, w części lokali doszło do złamania procedur wyborczych. 3 września 2009 w Port Gentil wybuchły trzydniowe zamieszki i protesty społeczne przeciw domniemanym fałszerstwom. Do Sądu Konstytucyjnego wpłynęło 11 skarg wyborczych. W związku z tym nakazał on przeprowadzenie powtórnego liczenia głosów. 13 października 2009 Sąd Konstytucyjny ostatecznie potwierdził zwycięstwo Bongo w wyborach prezydenckich z wynikiem 41,79% głosów.
16 października 2009 Ali Bongo został uroczyście zaprzysiężony na stanowisko prezydenta republiki w pałacu prezydenckim w Libreville. Po ceremonii ulicami stolicy przeszła parada wojskowa. W uroczystościach wzięli udział prezydenci Beninu (Yayi Boni), Demokratycznej Republiki Konga (Joseph Kabila), Gwinei Równikowej (Teodoro Obiang Nguema Mbasogo), Konga (Denis Sassou-Nguesso), Mali (Amadou Toumani Touré), Togo (Faure Gnassingbé) oraz Wysp Świętego Tomasza i Książęcej (Fradique de Menezes). Bongo poprzysiągł „poświęcenie całej swojej energii dla dobra narodu gabońskiego” oraz stwierdził, że „pragnie Gabonu wolnego od korupcji i niekompetencji”. Tego samego dnia ponownie mianował premiera Paula Biyoghé Mbę na stanowisko szefa rządu. 17 października 2009 premier przedstawił skład nowego gabinetu.

### Zamach stanu w 2023 roku i rządy junty
26 sierpnia 2023 roku przeprowadzono wybory prezydenckie, w których najwyższe (64,27%) poparcie otrzymał Ali Bongo. Komisja wyborcza ogłosiła zwycięstwo urzędującego prezydenta, jednak wprowadzenie w dniu głosowania godziny policyjnej, czy niedopuszczenie zagranicznych obserwatorów do monitorowania wyborów, wzbudziły wątpliwości co do ich uczciwości. W nocy z 29 na 30 sierpnia, kilka minut po opublikowaniu oficjalnych wyników wyborów, grupa dwunastu wyższych oficerów wojskowych, zrzeszonych w nowopowstałym Komitecie ds. Przekształcenia i Odnowy Instytucji, wydała oświadczenie, w których ogłosiła przejęcie władzy w kraju. Decyzją nowych władz granice Gabonu zostały zamknięte do odwołania, instytucje państwowe (rząd, senat, zgromadzenie narodowe, trybunał konstytucyjny, czy komitet wyborczy) rozwiązane, a wyniki wyborów unieważnione. Przywódcą junty został Brice Clotaire Oligui Nguema.
Prezydent Ali Bongo został w dniu zamachu stanu osadzony w areszcie domowym, zaś jeden z jego synów trafił do regularnego więzienia po oskarżeniu go o zdradę. W Libreville w dniu przejęcia władzy przez wojskowych słychać było odgłosy strzelaniny. Pucz został potępiony przez Wspólnotę Gospodarczą Państw Afryki Środkowej, która zawiesiła Gabon w prawach członka, a następnie wysłała delegację mediacyjną pod przewodnictwem prezydenta Republiki Środkowoafrykańskiej Faustina-Archange Touadéra. 6 września rzecznik junty ogłosił, że prezydent Bongo został uwolniony i może udać się na leczenie za granicą.